# Saturday (chanson)
Pour les articles homonymes, voir Saturday.
Singles de Basshunter
I Promised Myself
(2010) Fest i hela huset
(2011)
Pistes de Calling Time
Dream on the Dancefloor Crash & Burn
Saturday est une chanson du DJ suédois Basshunter. Elle est sortie au Royaume-Uni le 18 juillet 2010 et est le premier single de son quatrième album studio. La chanson est une reprise de I Like to Move It du groupe Reel 2 Real. Saturday a été classée à la 21e place du UK Singles Chart et à la 5e place du UK Dance Chart.

## Liste des pistes
- Saturday (Radio Edit) – 3:03
- Saturday (Digital Dog Edit) – 3:14
- Saturday (Almighty Edit) – 3:39
- Saturday (Extended Mix) – 5:22
- Saturday (Digital Dog Remix) – 6:05
- Saturday (Almighty Remix) – 6:59
- Saturday (Mark Breeze Remix) – 5:50
- Saturday (Payami Remix) – 4:43

## Contexte et production
Saturday a été écrit par des auteurs danois Cutfather, Thomas Troelsen et Engelina, et produit par Cutfather et Troelsen. Il utilise la mélodie de Reel 2 Real I Like to Move It écrit par Erick Morillo et Mark Quashie.

Le 14 mai 2010, il a été annoncé officiellement que Saturday serait le premier single du 4e album de Basshunter. Il a été diffusé sur BBC Radio 1 avec Scott Mills cette nuit-là.

Basshunter a dit que la chanson: « était ce qu'on peut faire le samedi soir avec des amis, boire, sortir, voir des filles et espérer faire autre chose lorsque le soleil se couche ».

## Clip vidéo
Le clip a été chorégraphié par Mihran Kirakosian, réalisé par Alex Herron et filmé par Ketil Dietrichson. La vidéo se désiste de l'histoire d'amour fictive entre Basshunter et Aylar Lie.  Au lieu de cela il montre Basshunter dans une boîte de nuit entouré de danseurs attractifs. Il montre également  que Basshunter contrôle des filles avec un ordinateur holographique, qui est une référence possible à l'intérêt personnel de Basshunter pour les jeux sur ordinateur,

## Classements
| Classement (2010)                  | Meilleure position |
| ---------------------------------- | ------------------ |
| Nouvelle-Zélande Classement single | 14                 |
| Royaume-Uni Classement single      | 21                 |
| Irlande Classement single          | 37                 |

## Certification
| Pays                                                                       | Certification | Ventes certifiées |
| -------------------------------------------------------------------------- | ------------- | ----------------- |
| Nouvelle-Zélande (RMNZ)                                                    | Or            | 7 500             |
| xNon précisé par la certification ‡ventes/streaming selon la certification |               |                   |